# Катедра (университет)
Вижте пояснителната страница за други значения на Катедра.
Катедрата е подразделение на факултет, департамент, филиал или колеж, което осъществява учебна и научноизследователска (художествено-творческа) дейност по някоя или група сродни дисциплини.
Катедрата има катедрен съвет и ръководител.
Катедреният съвет се състои от членовете на академичния състав в катедрата, които са на основен трудов договор.
Ръководителят на катедрата е лице, хабилитирано в научното направление на катедрата, което се избира от катедрения съвет с тайно гласуване за определен срок.